# Razdelna, Stara Zagora
Razdelna (în bulgară Разделна) este un sat în comuna Gălăbovo, regiunea Stara Zagora,  Bulgaria. 

## Demografie
Componența etnică a satului Razdelna
     Bulgari (99,15%)
     Nicio identificare (0,84%)
     Altele (0%)
La recensământul din 2011, populația satului Razdelna era de 118 locuitori. Din punct de vedere etnic, majoritatea locuitorilor (99,15%) erau bulgari. Pentru 0,84% din locuitori nu este cunoscută apartenența etnică.